# Bulandshahr
Bulandshahr (en hindi : बुलंदशहर, en ourdou : بلند شہر) est une ville de l'État de l'Uttar Pradesh en Inde.